# اکسایلوفگو
شهر اکسایلوفگو (به روسی: Ξυλοφάγου) در ناحیه لارناکا در کشور قبرس واقع شده‌است. جمعیت این شهر ۵٫۱۹۸ نفر است.